# Toumani (prénom)
Pour les articles homonymes, voir Toumani.
Toumani est un prénom masculin. Il est d'inspiration traditionnelle Mandé. D'après la tradition orale des griots, il désignerait un arbre qui se serait transformé en sage. Ce prénom serait la contraction de deux mots : Tùtù (ou Toutou) qui désigne un arbre des savanes du Mali dont le fruit comestible est notamment utilisé pour produire de l'huile, et mani qui désigne le village.
Le premier personnage historique ayant porté ce prénom serait Dankaran Toumani Keïta, roi du Manding, une région d'Afrique de l'Ouest, durant le Moyen âge.